# Keleti pézsmatulok
A keleti pézsmatulok vagy röviden pézsmatulok (Ovibos moschatus) az emlősök (Mammalia) osztályának párosujjú patások (Artiodactyla) rendjébe, ezen belül a tülkösszarvúak (Bovidae) családjába és a kecskeformák (Caprinae) alcsaládjába tartozó faj.
Nemének az egyetlen faja.
Érdekessége, hogy a rendszertannal foglalkozók sokáig nem tudták pontosabban besorolni. Korábban a tulokformák (Bovinae) közé sorolták. A szarva ugyanis inkább a kafferbivalyéra (Syncerus caffer) emlékeztet, és nem tipikusan hátrafelé nyúló, mint a kecskeformáké. Később azonban számos erre utaló fenotípusos jegy alapján mégis inkább a kecskeformák közé sorolták be.
A pézsmatulok legközelebbi élő rokonának 1850-től egészen a közelmúltig a Himalája délkeleti részén és Nyugat-Kínában élő takint (Budorcas taxicolor) tartották, mivel megjelenésük és életmódjuk is hasonló, de aztán rájöttek, hogy a takinnal való hasonlósága csupán a konvergens evolúció eredménye. Pam Groves rendszertankutató genetikai összehasonlító vizsgálatai nem támasztották alá a két faj közeli rokonságát. Úgy tűnik, hogy a pézsmatulok legközelebbi élő rokonai a gorálok (Naemorhedus), e kis testű primitív ázsiai kecskeformák, amelyek külső jegyei jelentősen különböznek a pézsmatulkokéitól.

## Előfordulása
Kanadában és Grönland partvidékén őshonos, de nincs állandó élőhelye, ugyanis minden évben nagyokat vándorol a megfelelő táplálékért. Testfelépítése lehetővé teszi a hosszan tartó, nagy (akár −50 °C-os) hidegek elviselését is.
Alaszkából a 19. században irtották ki; később visszatelepítették, miként Norvégiába is. Betelepítették továbbá Svédországba és az Oroszországhoz tartozó Vrangel-szigetre, ahol már több mint 100 egyede él.
Sikertelenül próbálták meghonosítani Izlandon és a Spitzbergákon.

## Alfajai
- alaszkai pézsmatulok (Ovibos moschatus moschatus) – Alaszka, Kanada és betelepítve Wrangell-sziget, (Szibéria)
- grönlandi pézsmatulok (Ovibos moschatus wardi) – Grönland, Svalbard, Norvégia és Svédország

## Megjelenése
Termete a kafferbivalyénál jóval kisebb: hossza mindössze 190–230, marmagassága 120–151 centiméter. Testtömege 200–410 kg. Végtagjai vastagok, patái feltűnően nagyok.
Bundája igen vastag; a teste alján hosszú fonatokban lóg le és a fején is kialakít egy nagyobb bundatömeget. A gyakran a 60 cm hosszt is elérő fedőszőrök alatt gyapjúszőrök tartják melegen.
Szarva a homlokáról le-, majd felfelé hajlik. A tehenek szarva kisebb a bikákénál.

## Életmódja
Télen nagyobb, nyáron kisebb csordákban vándorol megszokott útvonalakon; a területeihez ragaszkodik. Táplálékát (fű, sás, zuzmók) gyakran a hó alól ássa ki. Szélviharban a csorda tagjai egymás felé fordulnak, összedugják a fejüket, és leheletükkel melegítik egymást.
Szarvait védekezésre használja: a ragadozók (főleg szürke farkasok, olykor jegesmedvék vagy barna medvék) feltűnésekor a felnőtt egyedek körbeállnak, és szarvukat lehorgasztva védelmezik a kicsinyeket.
A hímek látványos rivalizálása miatt a faj meglehetősen ismert: a két állat lehorgasztott fejjel fut egymásnak olyan erővel, amivel egy kisebb gépjárművet több méterre lökhetnének el. Ezt addig ismétlik, amíg az egyik fél meg nem hátrál. Bár koponyájuk nagyon vastag, egy-egy ilyen harcban a vesztes gyakran szenved halálos sebet. Tavasz végén, amikor az északi sarkkör vidékén a hőmérséklet még jóval fagypont alatt van, a nőstény 8,5 havi vemhesség után egyetlen utódot hoz a világra. A borjú gyakran kétéves koráig is szopik.
20–24 éves koráig él; 3–6 évesen ivarérett.

## Felhasználása
Húsát eszik, bundájából gyapjút szőnek.

## Természetvédelmi helyzete
A Természetvédelmi Világszövetség besorolása alapján a pézsmatulok nem veszélyeztetett faj.
Állományai a következőképp alakulnak:
| Ország vagy terület          | ca. Egyedszám |
| ---------------------------- | ------------- |
| Grönland                     | 15 000        |
| Kanada                       | 10 000        |
| Alaszka (USA)                | 1000          |
| Vrangel-sziget (Oroszország) | 100           |
| Norvégia                     | 80            |
| Spitzbergák                  | 60            |
| Svédország                   | 20            |
| Összesen                     | 25 000–30 000 |

## Képek

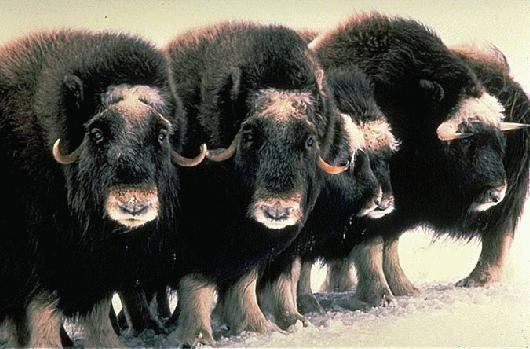
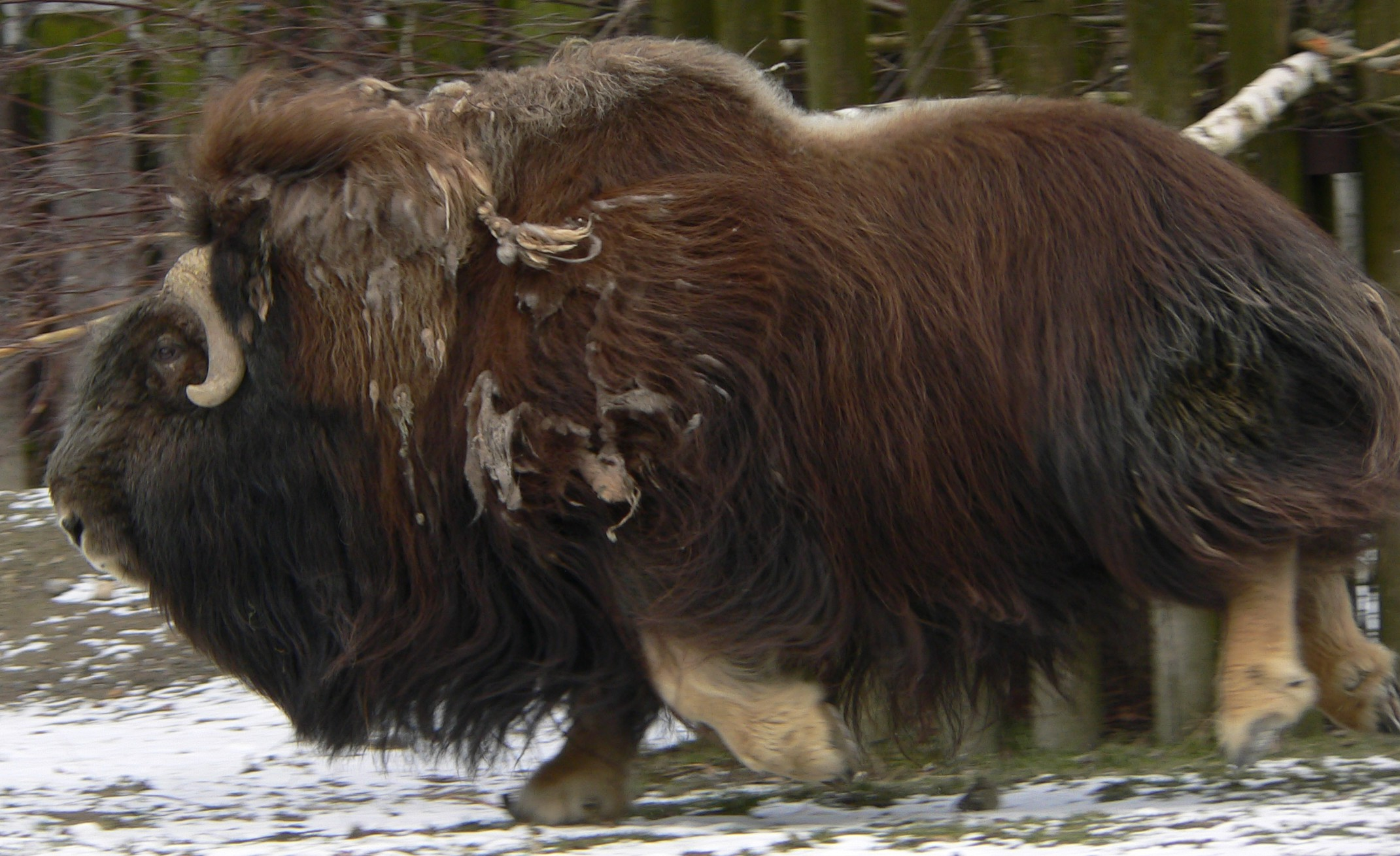
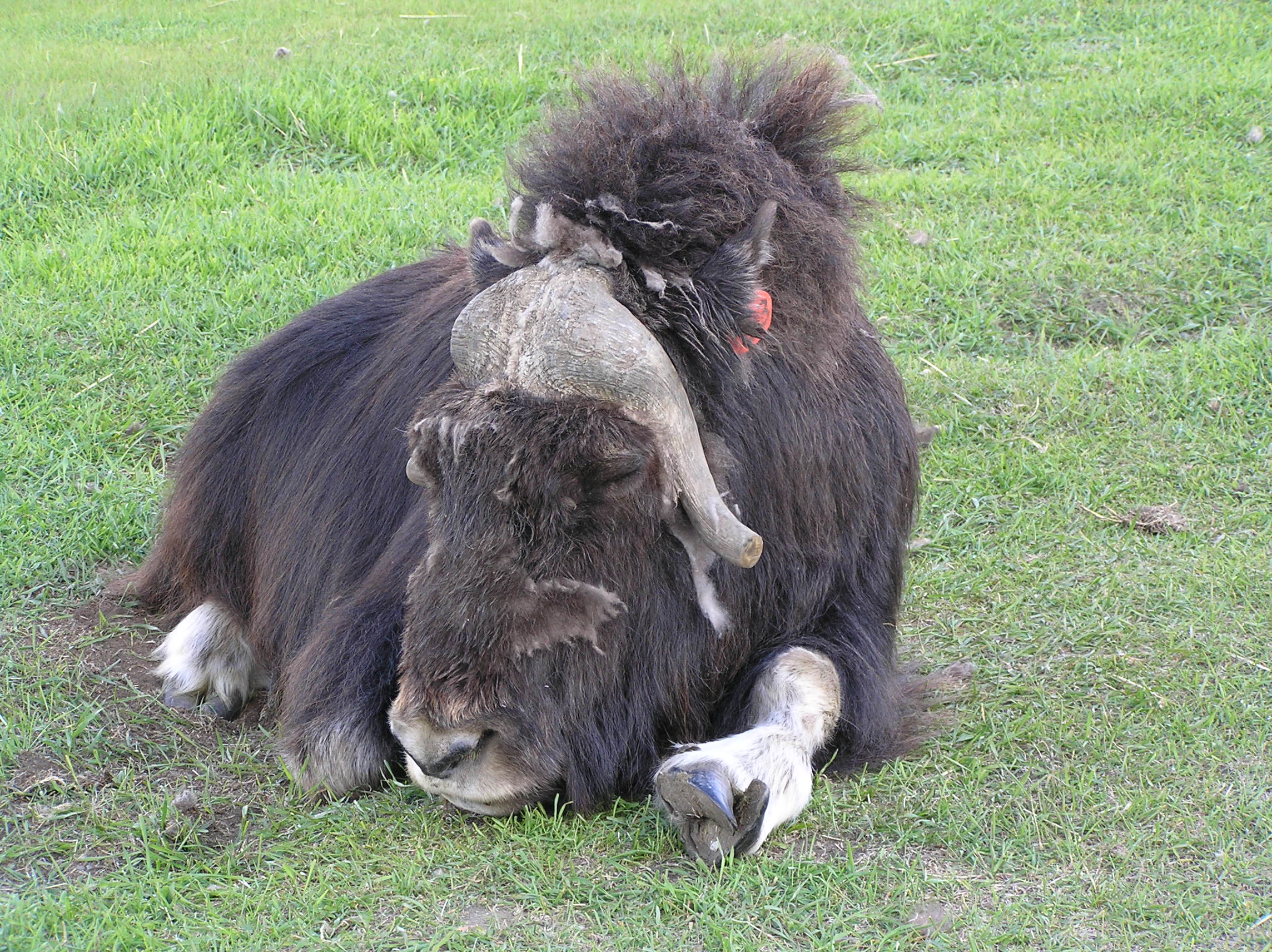
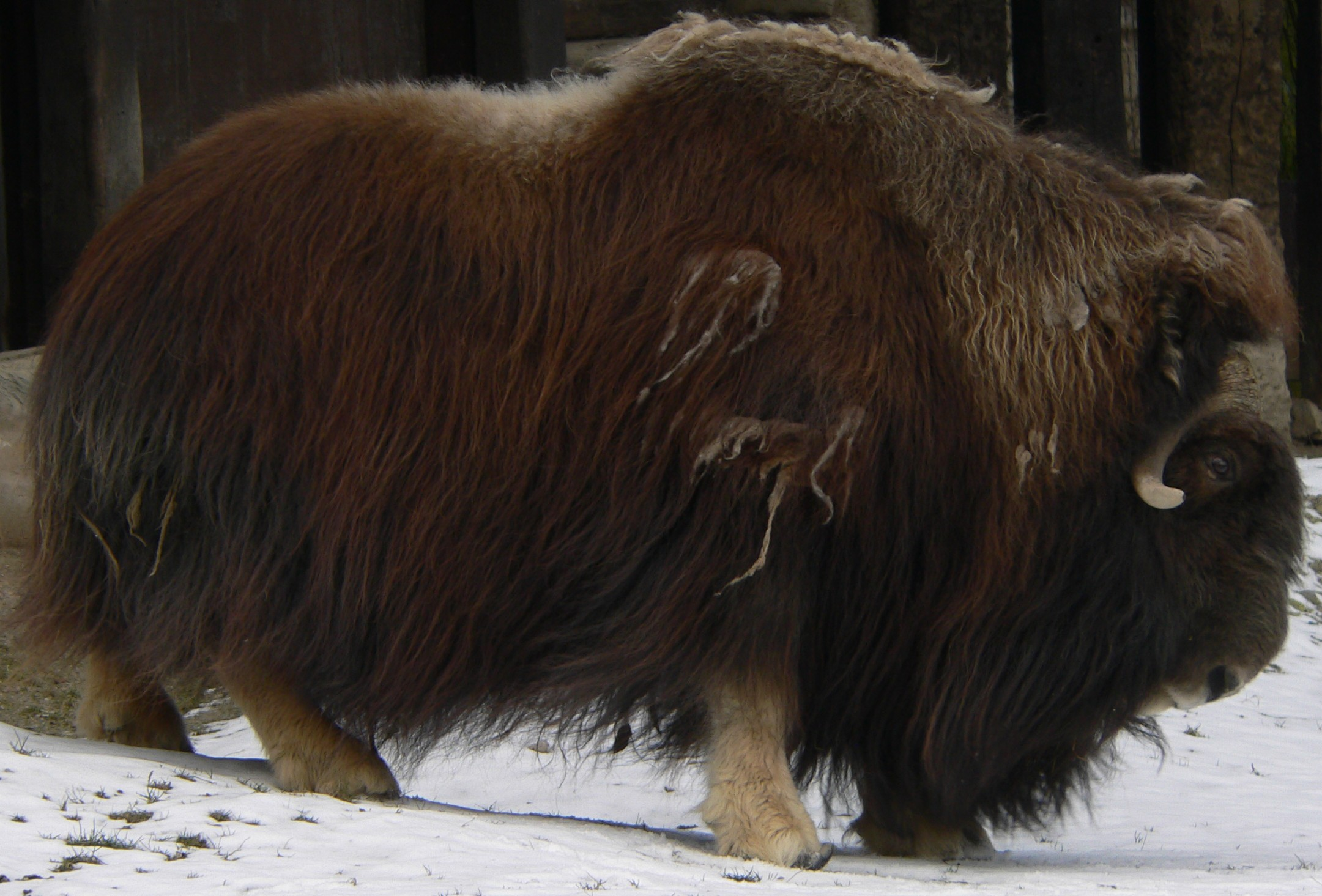
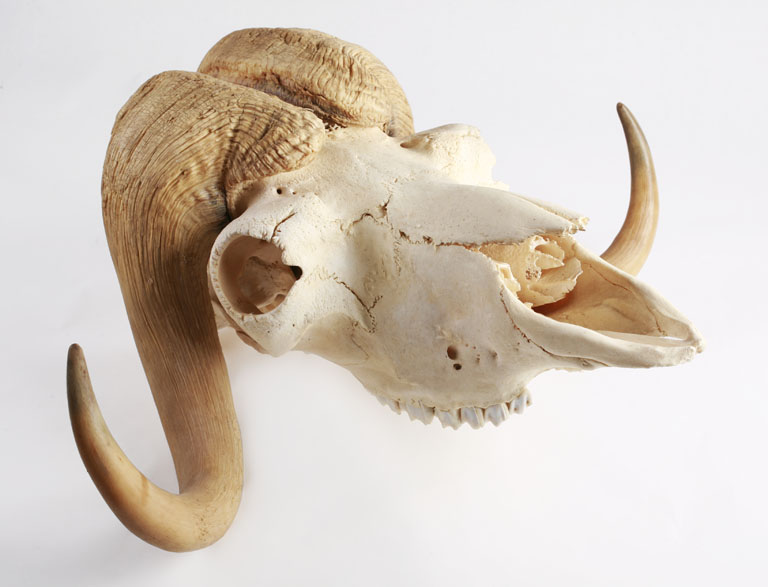